# 1937 v letectví
Tento článek obsahuje seznam událostí souvisejících s letectvím, které proběhly roku 1937.

## Události

### Duben
- 5. dubna – otevření letiště v Praze-Ruzyni
- 12. dubna – Sir Frank Whittle provedl pozemní testy prvního proudového motoru
- 26. dubna – německé bombardéry z Legie Condor zaútočily na Guernicu
- 30. dubna – španělská nacionalistická bitevní loď España byla potopena leteckým útokem republikánských sil

### Květen
- 6. května – Německý zeppelin LZ 129 Hindenburg byl zničen požárem při přistávání na letišti v Lakehurstu v New Jersey. Při katastrofě zahynulo 36 lidí. Událost je považována za symbolickou tečku za obdobím, kdy vzducholodě vážně konkurovaly letadlům těžším než vzduch.

### Červen
- 20. června – v závodě o Pohár Gordona Bennetta zvítězili Belgičané Ernest Demuyter (pošesté) a Pierre Hoffmans (podruhé)

### Červenec
- 3. července – Amelia Earhartová a její navigátor Fred Noonan zmizeli při letu z Lae na Nové Guineji na Howlandův ostrov

## První lety
- A.V.I.A. Lombardi FL-3
- Aero A-104

### Leden
- Nakadžima B5N „Kate“
- 5. ledna – Beneš-Mráz Be-150 Beta-Junior
- 13. ledna – Fairey Fulmar
- 16. ledna – Lioré et Olivier LeO 45-01, prototyp Lioré et Olivier LeO 451

### Únor
- Siebel Fh 104
- 9. února – Blackburn Skua
- 9. února – Koolhoven F.K.52
- 13. února – Praga E-210
- 26. února:
  - Fiat G.50
  - Messerschmitt Bf 162

### Březen
- Miles Magister
- Kawasaki Ki-32
- 10. března – Hawker Henley
- 11. března – CANT Z.1007
- 16. března – Fokker G.1[1]

### Květen
- Arado Ar 196
- 7. května – Lockheed XC-35
- * 8. května – Tipsy B
- 20. května – de Havilland Albatross

### Červen
- Aiči E11A
- 18. června – de Havilland Don
- 19. června – Airspeed Oxford
- 22. června – de Havilland Moth Minor

### Červenec
- 3. července – Dornier Do 24
- 15. července – Blohm & Voss BV 138
- 27. července – Short Mayo
- 27. července – Focke-Wulf Fw 200, prototyp D-AERE
- 29. července – Lockheed Model 14 Super Electra

### Srpen
- Heinkel He 115
- 11. srpna – Boulton Paul Defiant, prototyp K 8310
- 28. srpna – Junkers Ju 90

### Září
- 1. září – Bell YFM-1 Airacuda
- 2. září – Grumman XF4F-2, první prototyp palubního stíhače Grumman F4F Wildcat

### Říjen
- Bloch MB-150
- 16. října – Short S.25 K 4774, prototyp hydroplánu Short Sunderland

### Listopad
- Bücker Bü 180 Student
- 1. listopadu – Fokker S.IX

### Prosinec
- Brewster B-139, prototyp Brewsteru Buffalo
- Četverikov MDR-6
- 24. prosince – Macchi C.200